# Underworld (1927)
Underworld is een Amerikaanse misdaadfilm uit 1927 onder regie van Josef von Sternberg. Destijds werd de film uitgebracht onder de titel De sloppen van Chicago.

## Verhaal
Bull Weed is een misdadig meesterbrein. Hij wordt geholpen door zijn kompaan Rolls Royce. Na enkele overvallen wordt Weed gearresteerd, omdat de autoriteiten hem verdenken van de moord op een rivaal. In de cel komt hij erachter dat zijn kompaan er met zijn liefje vandoor is gegaan. Weed zint op wraak.

## Rolverdeling
| Acteur          | Personage          |
| --------------- | ------------------ |
| George Bancroft | Bull Weed          |
| Evelyn Brent    | Feathers McCoy     |
| Clive Brook     | Rolls Royce Wensel |
| Fred Kohler     | Buck Mulligan      |
| Helen Lynch     | Meg                |
| Larry Semon     | Slippy Lewis       |
| Jerry Mandy     | Paloma             |